# Römervilla Murimooshau

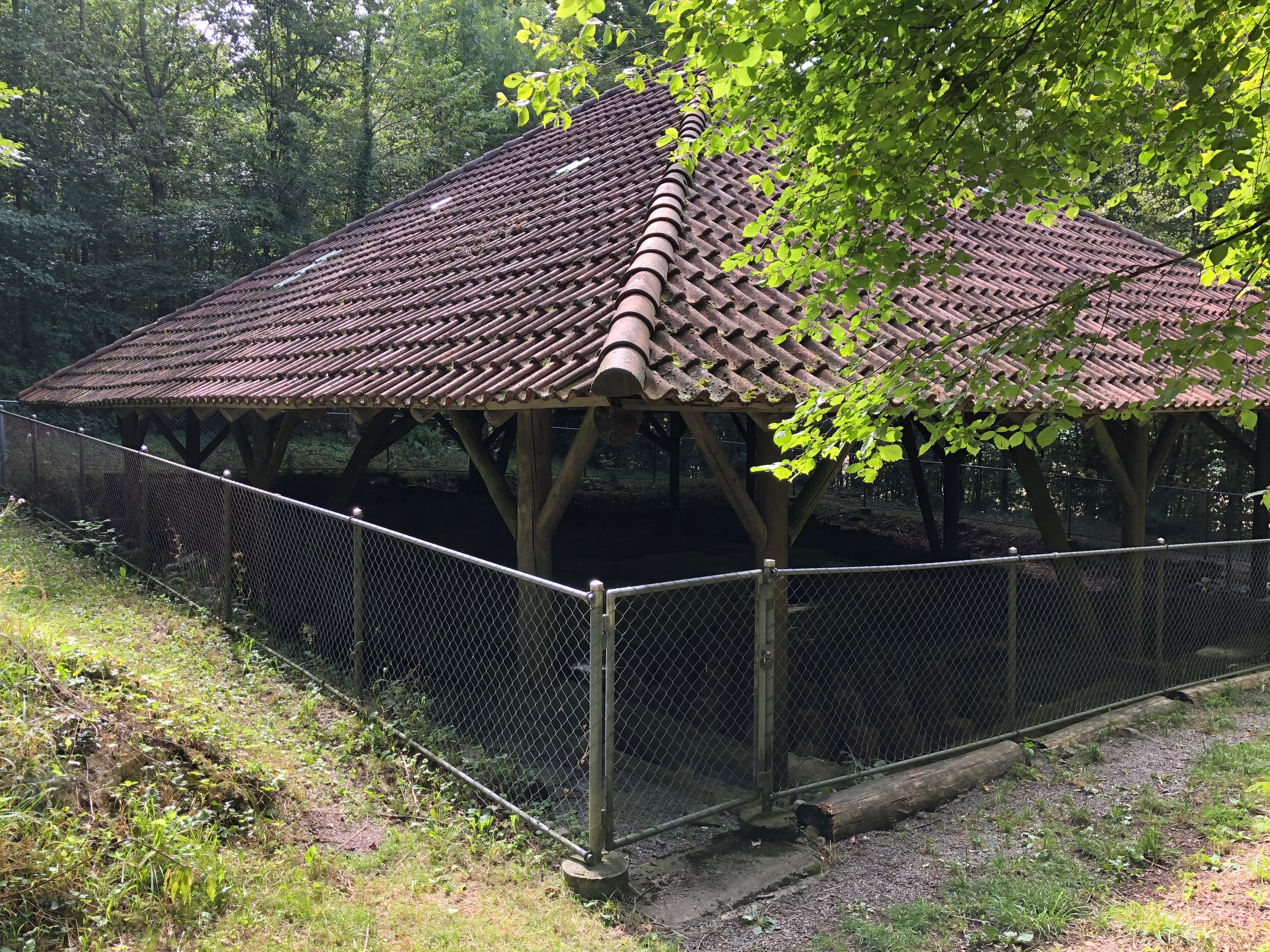
Die Ruinen unter dem Schutzdach

Die Römervilla Murimooshau stand östlich oberhalb des Dorfes Sarmenstorf im Kanton Aargau in der Schweiz.

## Anlage

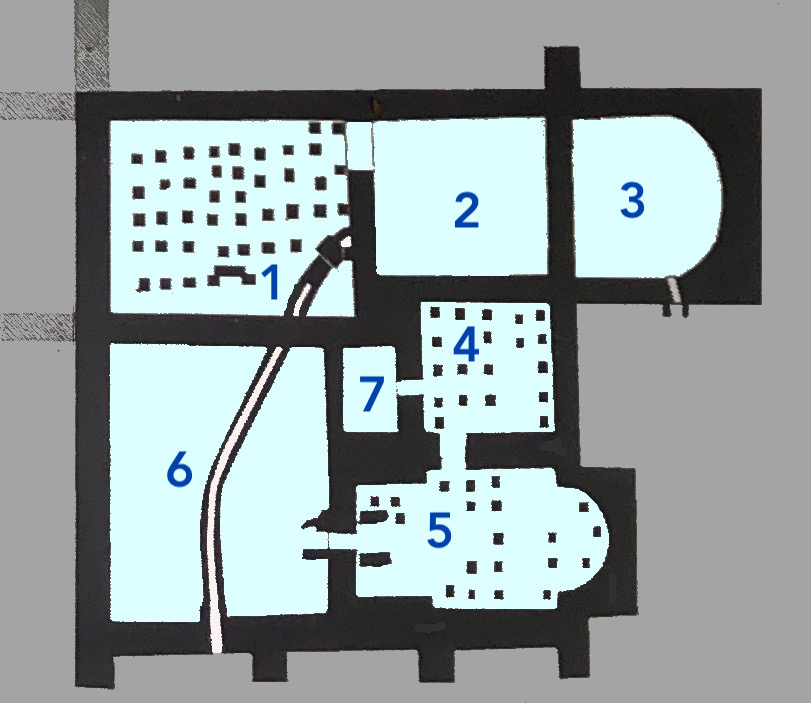
Plan der sichtbaren Ruinen:
1. Winterwohnraum mit Bodenheizung
2. Auskleideraum
3. Kaltwasserbad
4. Warmwasserbad
5. Heisswasserbad
6. Heizraum mit Abwasserkanal
7. kleiner Heizraum für das warme Wasser

Die gesamte Anlage der Villa rustica bestand aus dem Hauptgebäude mit Innenhof und Badehaus, den Häusern der Arbeiter und Sklaven sowie mehreren landwirtschaftlichen Gebäuden. Wie gross die gesamte Anlage gewesen war, kann ohne Grabungen nicht genau bestimmt werden, über die im 19. Jahrhundert freigelegten Nebengebäude ist kaum etwas bekannt.
Das Hauptgebäude mit den Ausmassen von 58 × 21 Metern war nach Westen ausgerichtet und bot einen weiten Ausblick auf Jura, Mittelland und Alpen. Die Säulenhalle entlang der Frontseite, durch welche die dahinter liegenden Räume ihr Licht empfingen, war 3,7 Meter breit. Der Wohntrakt wurde auf beiden Seiten durch einen vorspringenden Seitenflügel begrenzt. Der nördliche Flügel war ein turmartiges Gebäude mit Keller und Sommerwohnung im ersten Stock. Im grösseren südlichen waren die Baderäume untergebracht. Reste von Marmorplatten und Wandmalereien zeugen von einer reichen Ausstattung. Die eingezäunte Ausgrabung wird durch ein Dach vor der Witterung geschützt.

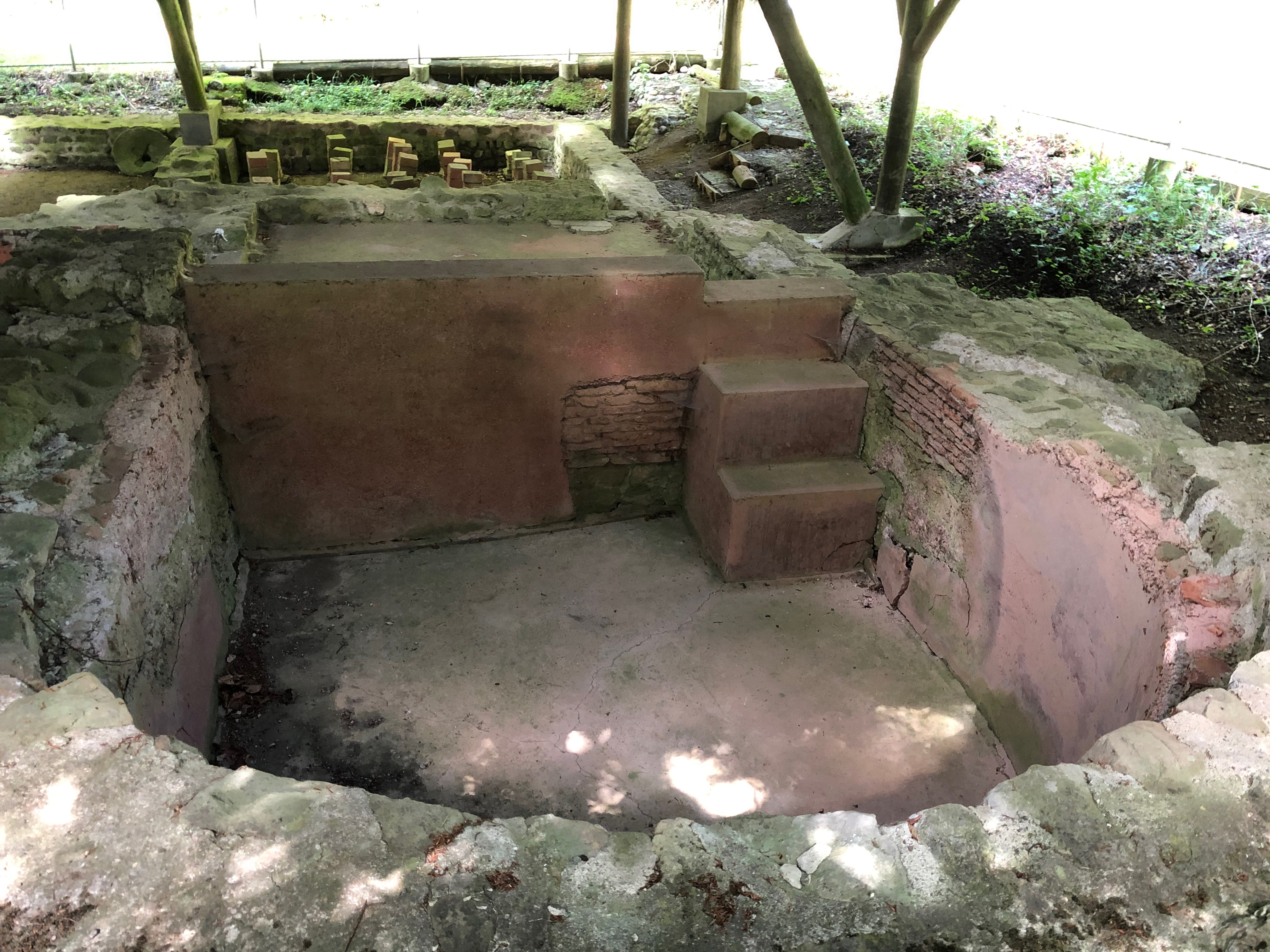
Frigidarium
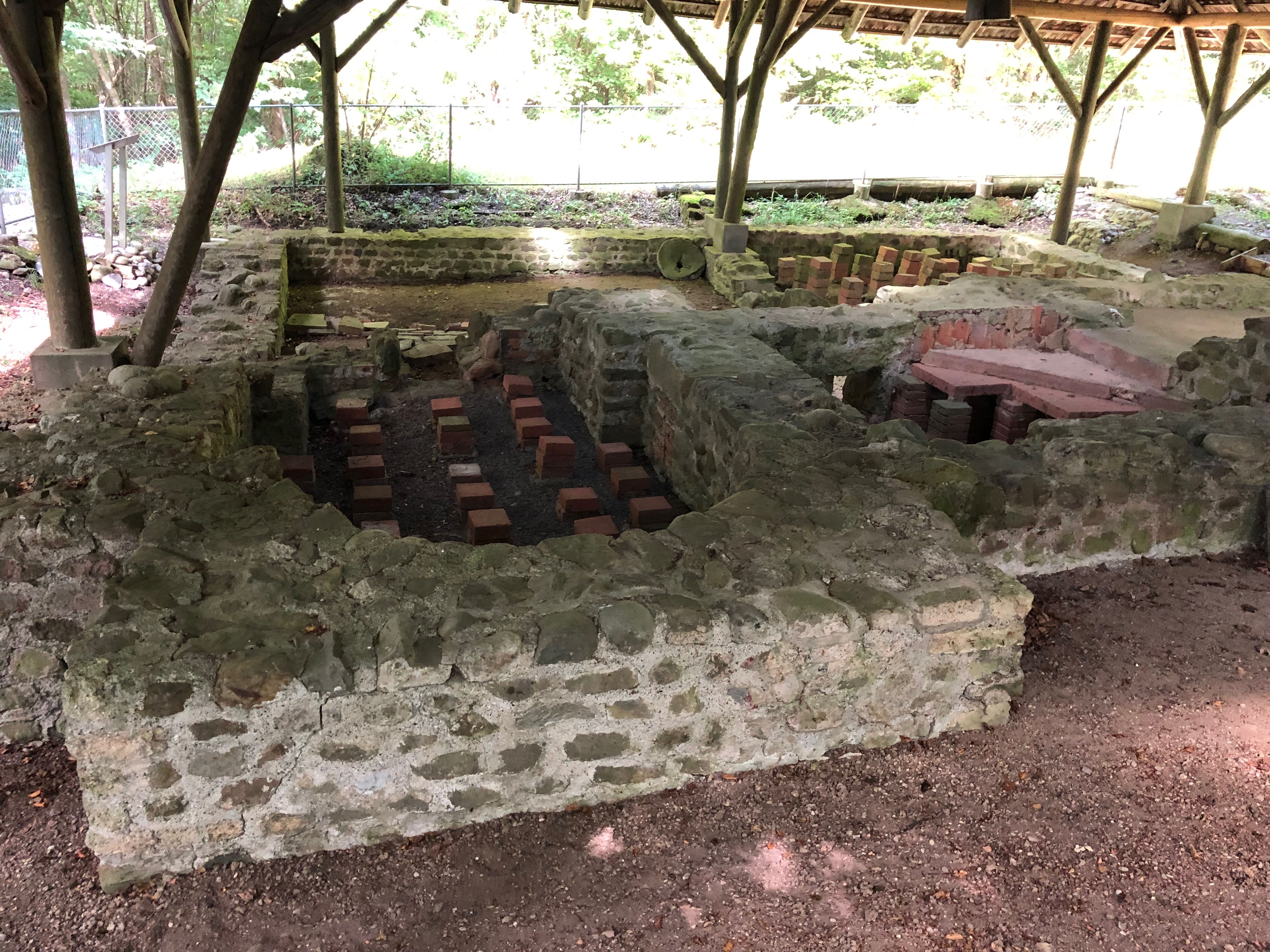
Caldarium, rechts der Heizraum für das warme Wasser
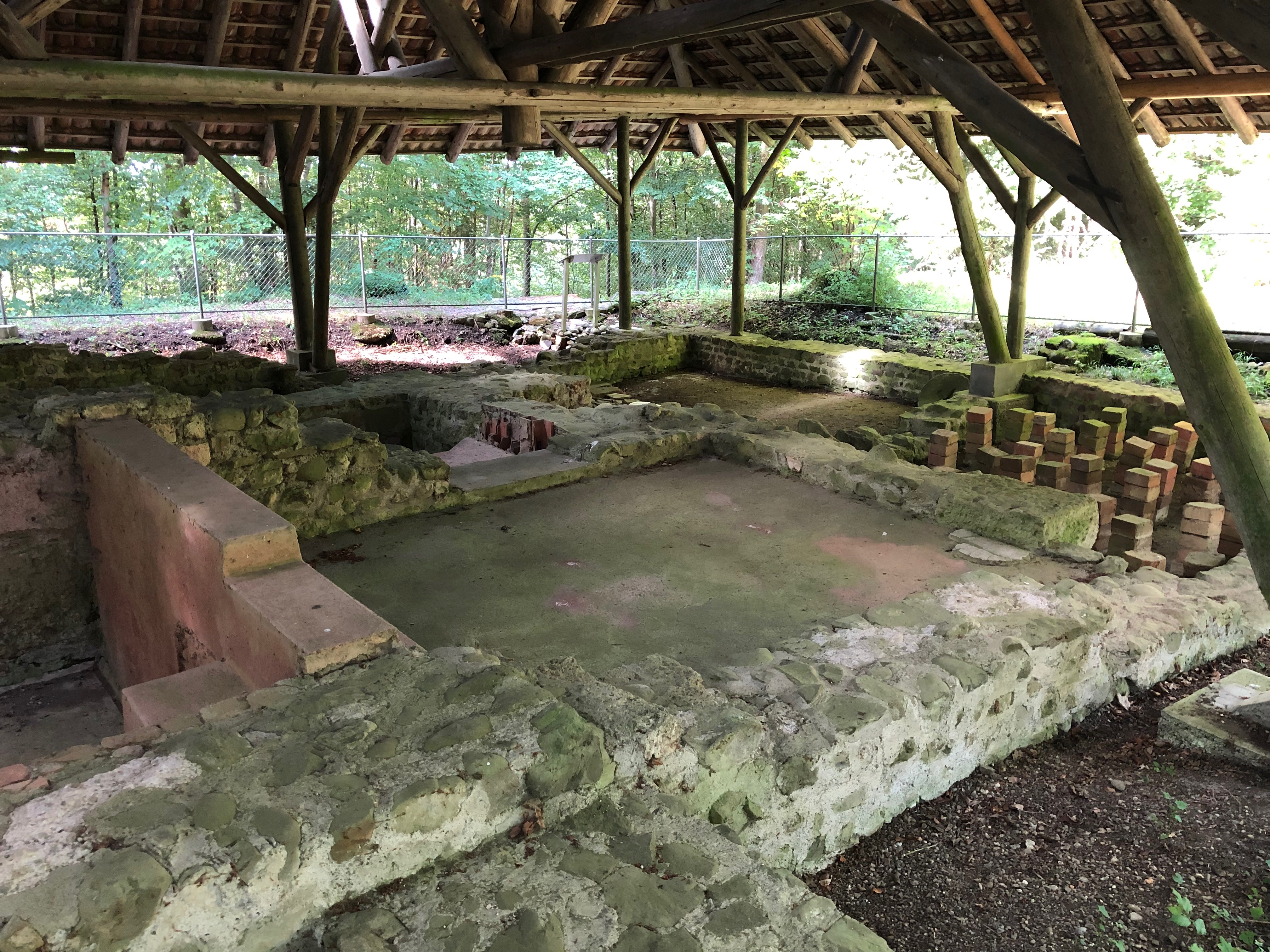
Auskleideraum, rechts der Winterwohnraum mit Bodenheizung
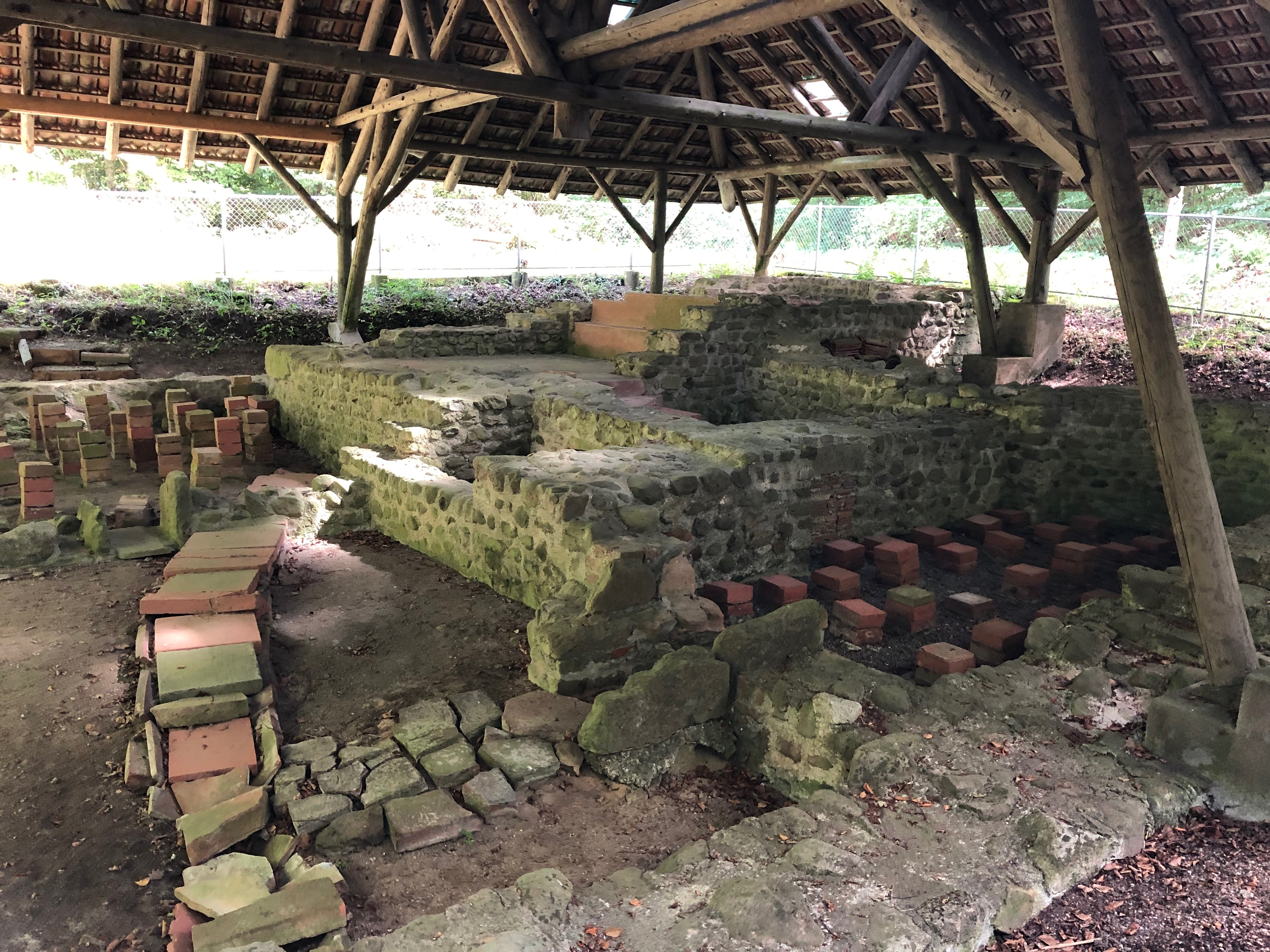
Links der Heizraum mit Abwasserkanal, rechts das Caldarium
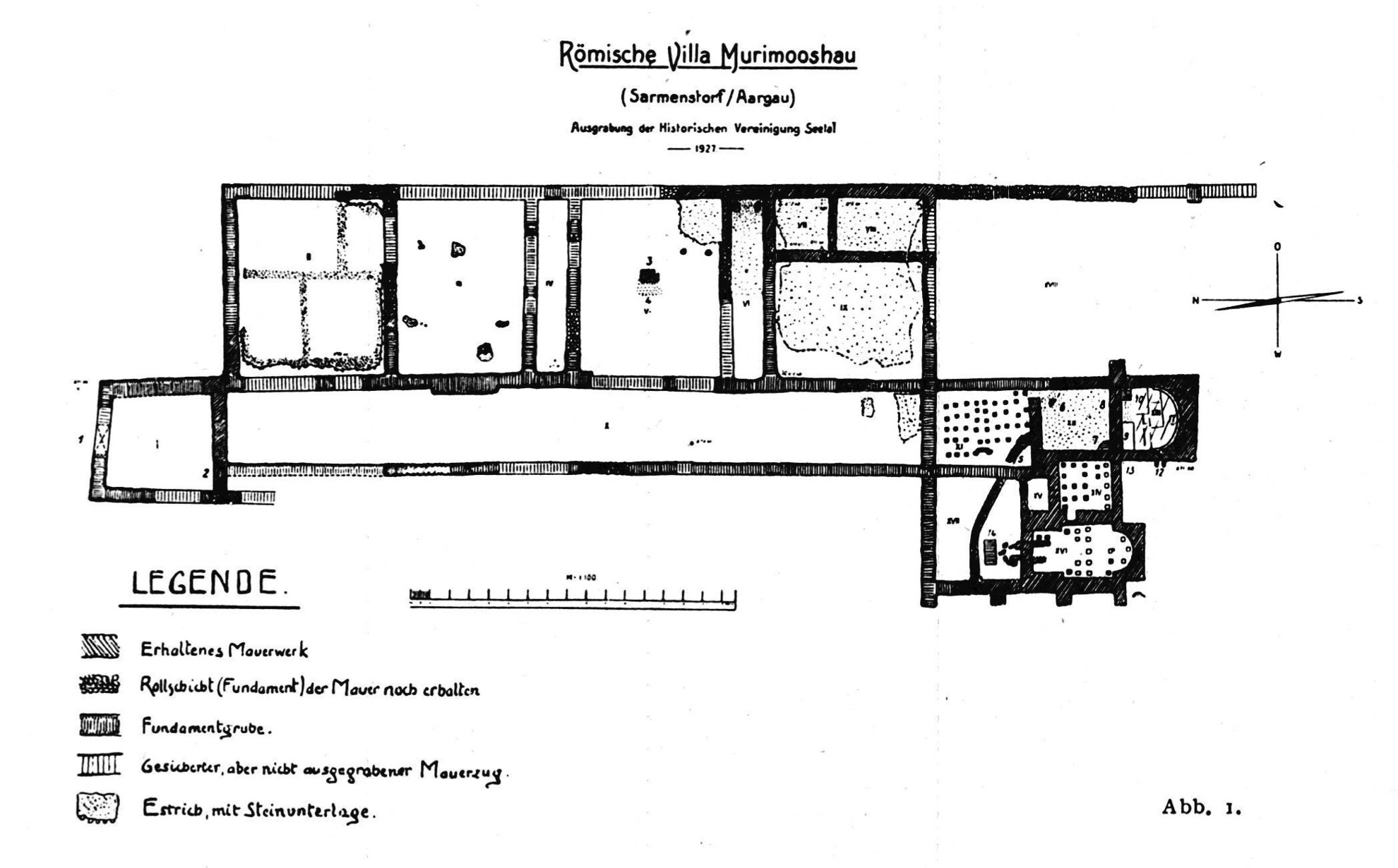
Plan von 1927
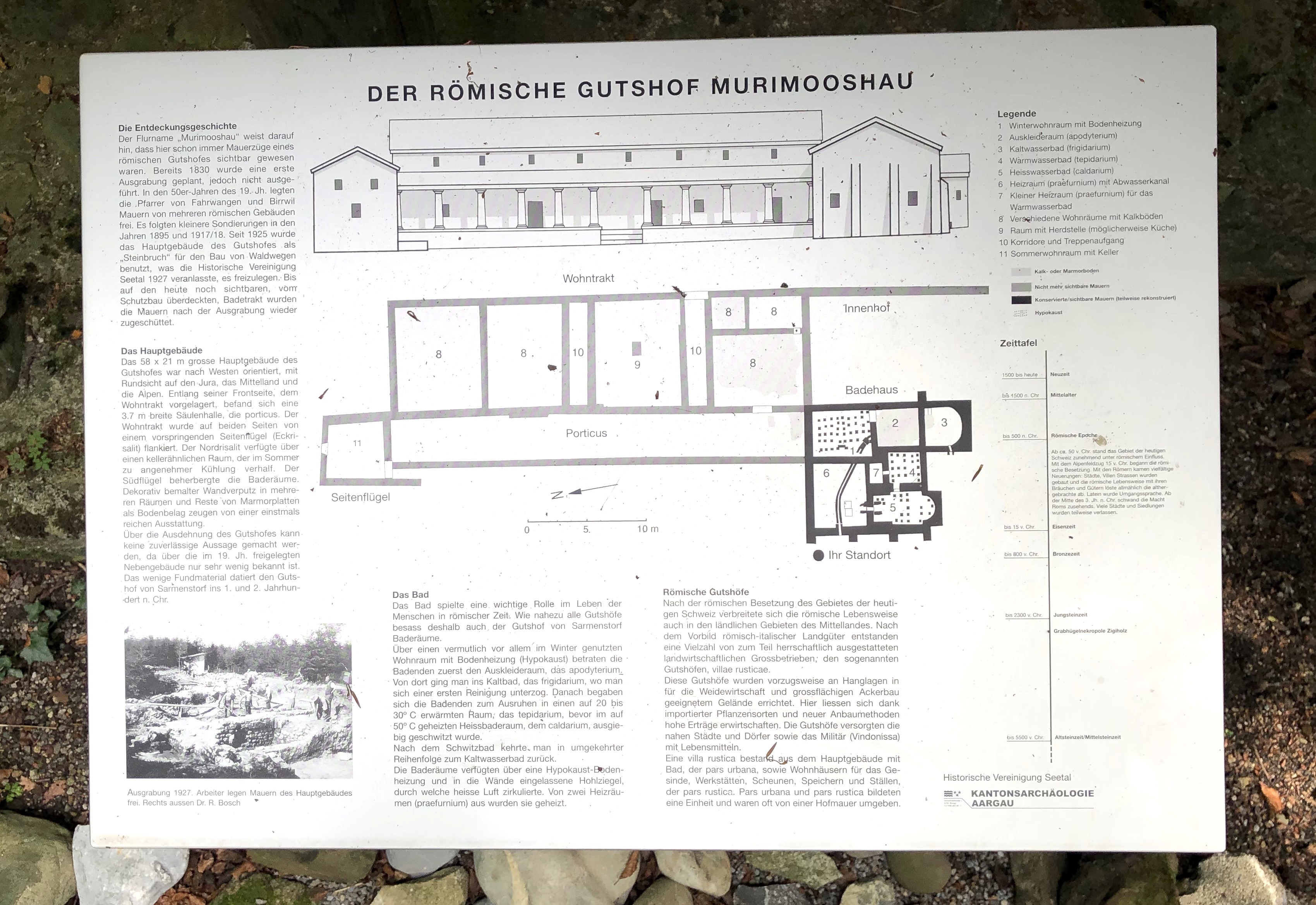
Infotafel

## Grabungen

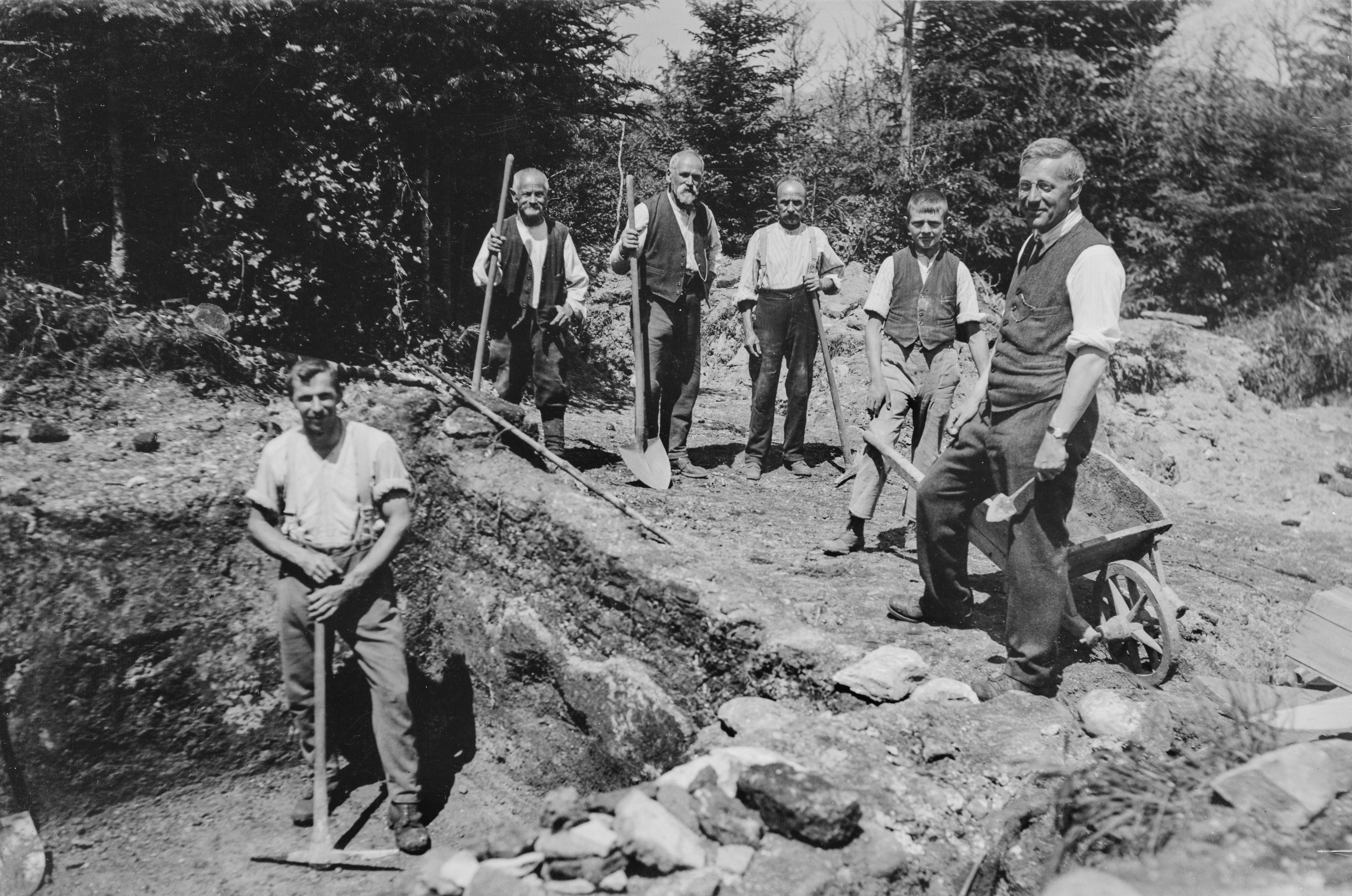
Grabungen im Jahr 1927 (ganz rechts: Reinhold Bosch)

Eine erste Grabung soll um 1830 geplant gewesen sein, wurde aber nicht ausgeführt. Durch zahlreiche Raubgrabungen wurde später viel zerstört. Nach Aufzeichnungen in der Sarmenstorfer Chronik (Argovia III) sollen seit 1838 Ziegel der XXI. und XI. Legion, geschliffene Marmorstücke, Glas- und Topfscherben, Stücke von Wandverputz mit roten und grünen Farbstreifen und anderes gefunden worden sein.
Die Pfarrer Urech aus Birrwil und Fehr aus Fahrwangen führten in den 1850er Jahren die erste dokumentierte Grabung durch. Sie legten Mauern mehrerer Gebäude frei. 1895 fand Otto Hauser einige Terra-Sigillata-Scherben, undefinierbare Eisenstücke sowie ein paar Ziegelscherben mit dem Stempel der XXI. Legion. Im Winter 1917/1918 fand auf Veranlassung von S. Heuberger aus Brugg eine kleinere Ausgrabung statt, die der ehemalige Lehrer S. Meier aus Wohlen leitete. Sein Bericht über die Grabung wird im Staatsarchiv Aargau aufbewahrt.
Nach 1925 wurden die Mauern des Hauptgebäudes als Steinbruch für den Bau von Waldwegen genutzt. Dies veranlasste im Sommer 1927 die Historische Vereinigung Seetal, unter der Leitung von Reinhold Bosch die Ruinen freizulegen und einen Plan der Anlage zu erstellen. Bis auf den heute noch sichtbaren Badetrakt schüttete man die Mauern nach den Grabungen wieder zu.
Der Name Murimooshau weist darauf hin, dass schon vor langer Zeit Mauerreste sichtbar gewesen sein müssen (Muri ist eine Ableitung von lat. murus).

## Datierung
Den Bodenfunden nach zu schliessen, wurde die Villa im ersten nachchristlichen Jahrhundert erbaut. Die Untersuchung des Mauerwerks ergab, dass nach der Erbauung keine wesentlichen Um- oder Anbauten erstellt wurden, es liegt also ein originaler Bautyp vor. Die Villa wurde wahrscheinlich schon im 2. Jahrhundert durch Brand zerstört.